# يتاف
يتاف (بالعبرية: ייט"ב) (بالإنجليزية: Yitav)‏ موشاف استيطاني إسرائيلية، أقيمت عام 1970 في غور الأردن شرق الضفة الغربية على أراضي بلدة العوجا في محافظة أريحا، وتقع إداريًا ضمن اختصاص مجلس غور الأردن الإقليمي. في عام 2018 كان عدد سكانها 348 مستوطنًا.

## الجانب القانوني
يعتبر المجتمع الدولي المستوطنات الإسرائيلية في الضفة الغربية غير قانونية بموجب القانون الدولي، لكن الحكومة الإسرائيلية تعارض ذلك.